# One Hot Minute
One Hot Minute ist das sechste Studioalbum der US-amerikanischen Rockband Red Hot Chili Peppers aus dem Jahr 1995.

## Hintergrund
Das Album wurde mit dem Gitarristen Dave Navarro aufgenommen, der vorher Bandmitglied von Jane’s Addiction war. Durch seinen Gitarrensound änderte sich das Klangbild erheblich, was durch den stilistischen Unterschied zu früheren Alben gespaltene Reaktionen der Fangemeinde hervorrief. Das Album enthält die Single-Auskopplung My Friends. Als Ballade fand das Stück Zustimmung; es war in den Billboard-Charts zweimal auf Platz 1. Im Kontrast zur Ballade steht der Song Warped, ebenfalls eine Single-Auskopplung.
Funk blieb ein wichtiges – wenn auch reduziertes – Element des Albums, wie man bei Aeroplane und bei Walkabout hören kann. Bei Ersterem ist ein Kinderchor zu hören, der sich aus Klassenkameraden von Michael Balzarys Tochter Clara zusammensetzte. Im Video sind sie auch zu sehen. Neben diesem Kinderchor gab es eine Reihe weiterer musikalischer Gäste, u. a. Navarros ehemaliger Bandkollege Stephen Perkins als Perkussionist, sowie Navarros kleiner Bruder mit seiner Einlage (Babygeschrei) in One Big Mob.
Das Lied Transcending wurde für den Schauspieler und Musiker River Phoenix geschrieben, der 1993 an einer Überdosis Kokain in Johnny Depps Club Viper Room ums Leben kam.
Die Stücke von dieser Platte wurden nach dem Austritt Navarros als Gitarrist nie wieder live gespielt, mit Ausnahme von Pea, bei dem nur das Basspiel und der Gesang von Flea zu hören ist, und mit Ausnahme von Aeroplane, das z. B. 2017 beim Meadows Festival wieder gespielt wurde, während Josh Klinghoffer Gitarrist der Band war. Navarros Nachfolger und Vorgänger John Frusciante betonte hingegen, dass er grundsätzlich keine Songs aus der Navarro-Phase der Band spielen wolle.
Das Albumcover wurde von Mark Ryden entworfen.

## Titelliste
1. Warped – 5:03
2. Aeroplane – 4:45
3. Deep Kick – 6:33
4. My Friends – 4:02
5. Coffee Shop – 3:08
6. Pea – 1:47
7. One Big Mob – 6:02
8. Walkabout – 5:07
9. Tearjerker – 4:19
10. One Hot Minute – 6:23
11. Falling into Grace – 3:48
12. Shallow Be Thy Game – 4:33
13. Transcending – 5:46

## Kommerzieller Erfolg

### Chartplatzierungen

#### Album
| ChartsChartplatzierungen       | Höchstplatzierung | Wochen |
| ------------------------------ | ----------------- | ------ |
| Deutschland (GfK)              | 3 (20 Wo.)        | 20     |
| Österreich (Ö3)                | 4 (11 Wo.)        | 11     |
| Schweiz (IFPI)                 | 2 (23 Wo.)        | 23     |
| Vereinigte Staaten (Billboard) | 4 (46 Wo.)        | 46     |
| Vereinigtes Königreich (OCC)   | 2 (16 Wo.)        | 16     |

| ChartsJahrescharts (1995) | Platzierung |
| ------------------------- | ----------- |
| Deutschland (GfK)         | 60          |
| Schweiz (IFPI)            | 33          |

#### Singles
| Jahr | Titel               | Höchstplatzierung, Gesamtwochen, AuszeichnungChartplatzierungen (Jahr, Titel, , Platzierungen, Wochen, Auszeichnungen, Anmerkungen) | Höchstplatzierung, Gesamtwochen, AuszeichnungChartplatzierungen (Jahr, Titel, , Platzierungen, Wochen, Auszeichnungen, Anmerkungen) | Höchstplatzierung, Gesamtwochen, AuszeichnungChartplatzierungen (Jahr, Titel, , Platzierungen, Wochen, Auszeichnungen, Anmerkungen) | Höchstplatzierung, Gesamtwochen, AuszeichnungChartplatzierungen (Jahr, Titel, , Platzierungen, Wochen, Auszeichnungen, Anmerkungen) | Höchstplatzierung, Gesamtwochen, AuszeichnungChartplatzierungen (Jahr, Titel, , Platzierungen, Wochen, Auszeichnungen, Anmerkungen) | Anmerkungen                              |
| Jahr | Titel               | DE | AT | CH | UK | US | Anmerkungen                              |
| ---- | ------------------- | --- | --- | --- | --- | --- | ---------------------------------------- |
| 1995 | Warped              | DE47 (3 Wo.)DE | — | CH33 (7 Wo.)CH | UK31 (2 Wo.)UK | — | Erstveröffentlichung: 9. August 1995     |
| 1995 | My Friends          | DE81 (5 Wo.)DE | — | — | UK29 (3 Wo.)UK | — | Erstveröffentlichung: 19. September 1995 |
| 1996 | Aeroplane           | — | — | — | UK11 (3 Wo.)UK | — | Erstveröffentlichung: 13. Februar 1996   |
| 1996 | Shallow be thy Game | — | — | — | — | — | Erstveröffentlichung: 1996               |
| 1996 | Coffee Shop         | — | — | — | — | — | Erstveröffentlichung: 1996               |

### Auszeichnungen für Musikverkäufe
| Land/Region                  | Auszeichnungen für Musikverkäufe (Land/Region, Auszeichnung, Verkäufe) | Verkäufe  |
| ---------------------------- | ---------------------------------------------------------------------- | --------- |
| Argentinien (CAPIF)          | Gold                                                                   | 30.000    |
| Australien (ARIA)            | 3× Platin                                                              | 210.000   |
| Belgien (BRMA)               | Gold                                                                   | (25.000)  |
| Europa (IFPI)                | Platin                                                                 | 1.000.000 |
| Frankreich (SNEP)            | Platin                                                                 | (300.000) |
| Japan (RIAJ)                 | Platin                                                                 | 200.000   |
| Kanada (MC)                  | Platin                                                                 | 100.000   |
| Neuseeland (RMNZ)            | 2× Platin                                                              | 30.000    |
| Niederlande (NVPI)           | Gold                                                                   | (40.000)  |
| Österreich (IFPI)            | Gold                                                                   | (25.000)  |
| Schweiz (IFPI)               | Gold                                                                   | (25.000)  |
| Spanien (Promusicae)         | Gold                                                                   | (50.000)  |
| Vereinigte Staaten (RIAA)    | 2× Platin                                                              | 2.000.000 |
| Vereinigtes Königreich (BPI) | Gold                                                                   | (100.000) |
| Insgesamt                    | 7× Gold · 10× Platin ·                                                 | 3.670.000 |

Hauptartikel: Red Hot Chili Peppers/Auszeichnungen für Musikverkäufe